# Сидячеглазые
Сидячегла́зые (лат. Basommatophora) — подотряд лёгочных улиток класса брюхоногих. Подотряд представлен главным образом пресноводными формами. У всех представителей глаза располагаются у основания второй пары щупалец.

## Внешний вид. Физиологические особенности

### Раковина
Раковины представителей отряда весьма различны по своей форме. Встречаются левозакрученный и правозакрученный тип раковин. У одних видов обороты лежат в одной плоскости, у других — в нескольких (турбоспираль). Количество оборотов также очень изменчиво.

### Дыхание
Для всех представителей подотряда характерен возврат от лёгочного дыхания к дыханию растворенным в воде кислородом: мантийная полость у них более или менее редуцирована, но на нижнем крае мантии находится лопастевидный вырост, функционирующий как вторичная жабра.

## Образ жизни. Места обитания

### Морские и солоноватые воды
Наиболее древние и наиболее примитивные лёгочные принадлежали к одному из семейств данного подотряда — семейству сифонариид (Siphonariidae G.), представители которого ведут амфибиотический образ жизни на морском побережье.
Своеобразными местообитаниями и образом жизни отличаются представители немногочисленного семейства амфиболид (Amphibolidae S.), распространённого в Восточной Азии, Австралии и Новой Зеландии. Эти улитки населяют сильно опресненные участки моря в различных бухтах и встречаются и в устьях рек.
Также представителей сидячеглазых можно встретить среди обитателей мангровых болот тропиков на островах Зондского архипелага, среди населения прибойной зоны (например, маленькую улитку Otina otis, живущую в Англии), некоторые формы заселили карстовые пещеры (например, улитка Zospeum spelaeum).

### Пресные водоёмы
Большинство представителей подотряда обитают в пресной воде. В их числе прежде всего представители родов физа (Physa) и аплекса (Aplexa), составляющих особое семейство физид (Physidae F.).
Широко распространены представители семейств прудовиков (Lymnaeidae R.), катушек (Planorbidae R.), обитающих во многих прудах, озёрах, старицах. Особенно много их бывает в середине лета среди зарослей кувшинок, на подводных лугах роголистника, на неглубоких местах.

### Суша
Лишь очень немногие представители сидячеглазых обитают на суше. Это единичные виды семейства эллобиид (Ellobiidae P.) — карихиумы (Carichium) (в то время как остальные эллобииды солоноватоводные, эстуарные или пресноводные виды).

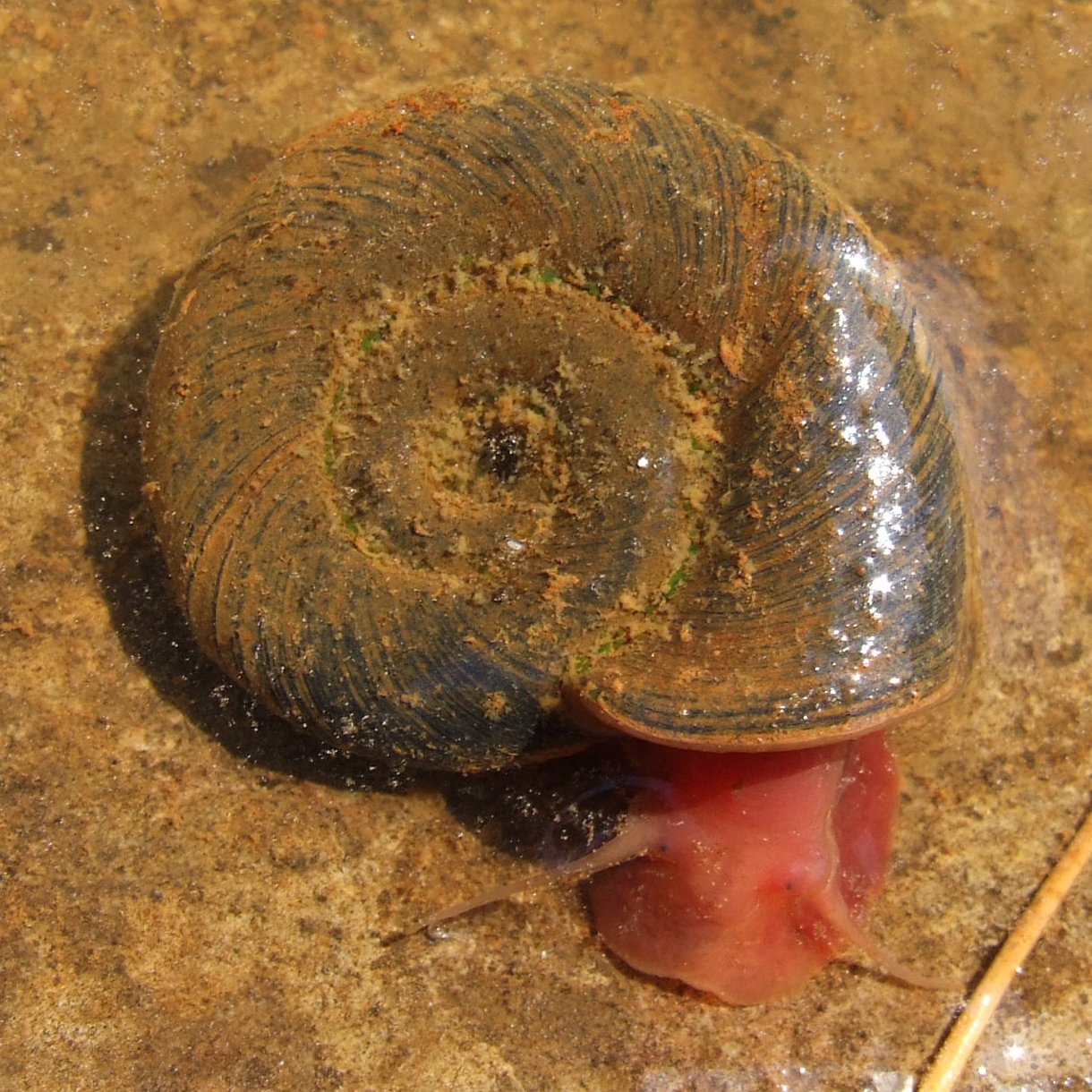
Моллюск — один из представителей подотряда

## Классификация

### Современная классификация
Известно около 15 тыс. видов, которые принято относить к подотряду сидячеглазых. Ниже приведён список семейств подотряда:
- надсемейство Acroloxoidea Thiele (1931)
  - семейство Acroloxidae Thiele (1931)[3]
- надсемейство Amphiboloidea Gray (1840)[4]
  - семейство Amphibolidae H. Adams et A. Adams, 1855[5]
  - семейство Maningrididae R.E. Golding, W.F. Ponder et M. Byrne (2007)
  - семейство Phallomedusidae R.E. Golding, W.F. Ponder et M. Byrne (2007)
- надсемейство Chilinoidea Dall (1870)
  - семейство Chilinidae Dall (1870)[6]
  - семейство Latiidae Hutton, 1882
- надсемейство Glacidorboidea Ponder (1986)
  - семейство Glacidorbidae Ponder, 1986
- надсемейство Lymnaeoidea Raf. (1815)
  - семейство Lymnaeidae Raf. (1815)
- надсемейство Planorboidea Raf. (1815)
  - семейство Physidae Fitzinger (1833)
  - семейство Planorbidae Raf. (1815)[7]
- надсемейство Siphonarioidea Gray (1840)
  - семейство Siphonariidae Gray, 1840
  - семейство †Acroreiidae

Ранее сидячеглазыми моллюсками называли отряд, относящийся к подклассу лёгочных улиток (см.,).

### Классификация по Пондеру и Линдбергу
Позже по таксономии гастропод Пондера и Линдберга (1997) в подотряд сидячеглазых входили следующие семейства:
- Acroloxidae Thiele (1931)
- Amphibolidae Gray (1840) — в семейство входил только один вид Amphibola crenata
- Ancylidae
- Carychiidae Jeffreys (1830)
- Chilinidae
- Lancidae
- Latiidae
- Lymnaeidae Rafinesque (1815)
- Otinidae H. Adams et A. Adams, 1855
- Physidae Fitzinger (1833)
- Planorbidae Rafinesque (1815)
- Siphonariidae Gray (1840)
- Trimusculidae Zilch (1959)

## Воздействие на человека и его среду обитания
Водные лёгочные улитки непосредственного значения в хозяйственной деятельности человека не имеют, но косвенное влияние некоторых видов огромно. Они служат промежуточными хозяевами для тех или иных видов паразитических червей-сосальщиков (Trematoda), а некоторые из последних наносят существенный вред животноводству. Другие представители подотряда служат промежуточными хозяевами для паразитов и самого человека (например, один из видов катушки Planorbis pfeifferi).